# Наум Каларитис
Наум Каларитис (на гръцки: Ναούμ Ι. Καλαρρύτης) е общественик и революционер, деец на Гръцката въоръжена пропаганда в Македония от началото на XX век. В 1902 година Каларитис е основател на комитета Македоники Амина (Македонска отбрана) в Битоля.
- Наум Каларитис
- Наум и Доминики Каларитис, 12 април 1907 г.